# Lineatopsallus slateri
Lineatopsallus slateri är en insektsart som beskrevs av Henry 1991. Lineatopsallus slateri ingår i släktet Lineatopsallus och familjen ängsskinnbaggar. Inga underarter finns listade i Catalogue of Life.